# Gnaphosa tetrica
Gnaphosa tetrica är en spindelart som beskrevs av Simon 1878. Gnaphosa tetrica ingår i släktet Gnaphosa och familjen plattbuksspindlar. Inga underarter finns listade i Catalogue of Life.